# 塔爾坎特
塔爾坎特（法語：Tarkint），是馬里的城鎮，位於該國東部，由加奧區的布雷姆省負責管轄，面積23,000平方公里，海拔高度243米，2009年人口19,082，人口密度每平方公里0.83人。